# Maria Arundale-Martin
Maria Martin (nacida como Maria Esther Arundale en Westminster el 18 de julio de 1839 y fallecida en París el 14 de diciembre de 1910) fue una  feminista, editora, política y sufragista. Hermana mayor de Francesca Arundale, dedicó su vida a la lucha por la igualdad de derechos entre hombres y mujeres.

## Biografía
Maria Esther Arundale, nacida en Inglaterra en una familia protestante, adquirió la ciudadanía francesa al contraer matrimonio y fue madre de cuatro hijos. Dio clases nocturnas de inglés y participó activamente en asociaciones laicas, dedicando gran parte de su vida al feminismo.
En 1881 comenzó a colaborar con el periódico La Citoyenne, dirigido por la sufragista Hubertine Auclert, y asumió la dirección en 1888. Más tarde, fundó el Le Journal des Femmes, publicado entre 1891 y 1911, que abogaba por derechos como la elegibilidad de las mujeres a los tribunales de comercio y la apertura de cuentas de ahorro sin autorización marital.
Socialista y pacifista, en 1889 participó en la fundación de la Ligue Socialiste des Femmes, que se convirtió en 1891 en La Solidarité des Femmes. También asistió a los congresos de paz en Ginebra (1889) y Berna (1892). En Lyon, dirigió el Círculo Literario de Mujeres, combinando su pasión literaria con sus reivindicaciones feministas.
En 1893 fue una de las primeras mujeres iniciadas en la francmasonería por Maria Deraismes en la logia n.º 1 de Le Droit humain. Durante quince años fue secretaria de la logia y alcanzó el grado de gran canciller. Defendió la laicidad sin incurrir en anticlericalismo.
En el ámbito internacional, fue secretaria del Consejo Internacional de Mujeres y en el Congreso de 1900 sobre la condición y derechos de las mujeres, exigió el derecho al voto y la elegibilidad política. Fue un pilar del Consejo Nacional de Mujeres Francesas, fundado en 1901.
A su fallecimiento en diciembre de 1910, su funeral congregó a representantes de todas las corrientes feministas, desde el Consejo Nacional de Mujeres Francesas hasta Le Droit Humain.